# Грб Чачка
Грб Чачка је према статуту званично обележје града Чачка.
Основу грба чини горња силуета која симболизује силуету чачанске цркве у стилизованој форми, док  средњи део садржи грб аутономне Кнежевине Србије. Отворена круна симболизује град као управно седиште од средњег века до савременом доба. Лавови који држе штит, један са круном, а други са калпаком, стоје на наковњу, симболу привредног развоја и симболизују јединство државне и локалне власти. На постаменту су укрштени топ са точком, што је симбол артиљерије које је учествовала у ослобађању града и мач који подсећа на средњовековну прошлост овог града. На летни, изнад средњег штита и лавова, исписане су две најзначајније године у историји Чачка, 1408. година, као прва година помена града Чачка и 1815. година, када се одиграла Битка на Љубићу у граду Чачку, док је између њих исписан назив града Чачак. У средњем штиту са црвеном подлогом налази се крст са четири оцила. На ленти грба стилизовано је Мирослављево јеванђеље у белој боји. Боја основне површине грба је византијско плава.